# Dichter

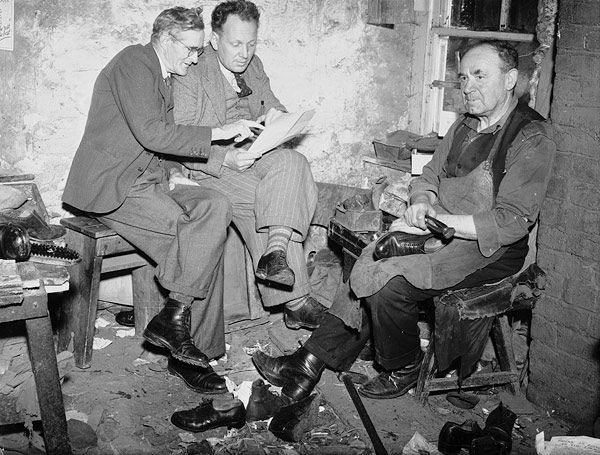
Zwei britische Volksdichter, Evan Jenkins und David Jones, diskutieren ihre Reime in der Werkstatt eines Schuhmachers (1959)

Ein Dichter ist ein mit starker Empfindungsfähigkeit, Erlebnisfähigkeit und Ausdrucksfähigkeit begabter Verfasser von Dichtung im Sinne von sprachlicher und schriftstellerischer Kunst. Er wird insbesondere angewandt für eine Person, die die gesamte Breite der Disziplin von Lyrik über Erzählungen und Romane bis hin zum Schauspiel beherrscht.
Der „Dichter“ war ein Autor hoher Literatur, der in den Emphasen des Sturm und Drang, der Romantik und des Nationalismus des 19. und frühen 20. Jahrhunderts zum Seher, Genie und, im herausragenden Fall, geistigen Führer der Nation stilisiert wurde. Die Einrichtung von Dichterpreisen bzw. Dichterlesungen der Preußischen, heute Deutschen Akademie für Sprache und Dichtung entspricht diesem Begriffsverständnis.
Der Begriff fand im 18. und 19. Jahrhundert im Deutschen den Vorzug gegenüber dem des Poeten und wurde im 20. Jahrhundert wiederum durch den des Schriftstellers abgelöst. 